# Cephalophanes tectus
Cephalophanes tectus är en kräftdjursart som först beskrevs av Esterly 1911.  Cephalophanes tectus ingår i släktet Cephalophanes och familjen Phaennidae. Inga underarter finns listade i Catalogue of Life.